# Šipší
Šipší (německy Sipetz) je část města Kutná Hora v okrese Kutná Hora. Nachází se na severu Kutné Hory. Je zde evidováno 267 adres. Trvale zde žije 5675 obyvatel.
Šipší leží v katastrálních územích Kutná Hora o výměře 14,45 km2 a Sedlec u Kutné Hory o výměře 3,73 km2.